# رينج لاردنر جونيور
رينج لاردنر جونيور (بالإنجليزية: Ring Lardner Jr.) (و. 1915 – 2000 م) هو كاتب سيناريو، وصحفي، وكاتب أمريكي، ولد في شيكاغو، توفي في نيويورك، عن عمر يناهز 85 عاماً، بسبب سرطان.

## التعليم
تعلم في جامعة برنستون، وتعلم في أكاديمية فليبس
.

## جوائز وترشيحات
حصل على جوائز منها:
- جائزة الأوسكار لأفضل كتابة "سيناريو أصلي"، عن عمل: سيدة العام
- جائزة الأوسكار لأفضل كتابة "سيناريو مقتبس"، عن عمل: ماش

ترشح لـ:
- جائزة الأوسكار لأفضل كتابة "سيناريو أصلي"، عن عمل: سيدة العام
- جائزة الأوسكار لأفضل كتابة "سيناريو مقتبس"، عن عمل: ماش.

## وصلات خارجية
- رينج لاردنر جونيور على موقع IMDb (الإنجليزية)
- رينج لاردنر جونيور على موقع ألو سيني (الفرنسية)
- رينج لاردنر جونيور على موقع أول موفي (الإنجليزية)
- رينج لاردنر جونيور على موقع قاعدة بيانات برودواي على الإنترنت (الإنجليزية)
- رينج لاردنر جونيور على موقع قاعدة بيانات برودواي على الإنترنت (الإنجليزية)
- رينج لاردنر جونيور على موقع قاعدة بيانات الأفلام السويدية (السويدية)
- رينج لاردنر جونيور على موقع إن إن دي بي (الإنجليزية)
- رينج لاردنر جونيور على موقع قاعدة بيانات الفيلم (الإنجليزية)
- رينج لاردنر جونيور على موقع كينوبويسك (الروسية)